# 吉村知子
吉村 知子（よしむら ともこ）は、愛知県名古屋市出身のヴァイオリン奏者。
東京藝術大学卒業。新日本フィルハーモニー交響楽団第2ヴァイオリン首席奏者を務め、同団を2020年5月31日に退団。2021年4月から2023年1月まで東邦音楽大学講師を務め、オーケストラの指導を行う。

## コンクール歴
- シュポア国際ヴァイオリン・コンクール、ディプロマ賞。
- 安宅賞。
- 第29回ティボール・ヴァルガ国際ヴァイオリン・コンクールで第1位。
- 1991年　第10回ヴィエニアフスキ国際ヴァイオリン・コンクールで第5位。

| スタブアイコン | サブスタブ | この項目は、まだ閲覧者の調べものの参照としては役立たない、クラシック音楽に関連した書きかけの項目です。この項目を加筆・訂正などしてくださる協力者を求めています（P:クラシック音楽/PJ:クラシック音楽）。 |

| スタブアイコン | サブスタブ | この項目は、まだ閲覧者の調べものの参照としては役立たない、音楽関係者（バンド等）に関連した書きかけの項目です。この項目を加筆・訂正などしてくださる協力者を求めています（P:音楽/PJ:芸能人）。 |